# Dantedì
Il Dantedì è una giornata nazionale dedicata a Dante Alighieri, che si celebra in Italia ogni 25 marzo.
La data è stata approvata il 17 gennaio 2020 su proposta del ministro della cultura Dario Franceschini, in vista della commemorazione per il settecentesimo anniversario della morte del poeta, avvenuta il 14 settembre 1321.
La data del 25 marzo, ricca di significati nella tradizione cattolica, corrisponde al giorno dell'anno 1300 in cui, secondo la tradizione, Dante si perde nella "selva oscura".

## Storia
L’idea del Dantedì è nata da un editoriale del giornalista e scrittore Paolo Di Stefano apparso sul Corriere della Sera il 19 giugno 2017, dove si avanzava la proposta che Dante Alighieri avesse la propria giornata nel calendario sul modello del Bloomsday dedicato a James Joyce. Di Stefano ribadì la proposta in più occasioni (3 febbraio 2018, 24 aprile 2019), sempre sul Corriere, cui è seguita una campagna di promozione sul quotidiano milanese.
Il nome “Dantedì” è nato da una chiacchierata tra il linguista Francesco Sabatini e lo stesso Di Stefano: l’istituzione finale di questa giornata sarebbe avvenuta il 4 luglio 2019 a Milano, nella sala Buzzati del Corriere, durante un evento organizzato dalla Fondazione Corriere.
Il Consiglio dei ministri del 17 gennaio 2020, su proposta del ministro Dario Franceschini, ha approvato la direttiva per istituire il Dantedì: la scelta è caduta sul 25 marzo poiché molti ritengono che il viaggio narrato nella Divina Commedia sia iniziato in quel giorno nel 1300. La proposta venne accolta da intellettuali e studiosi, oltre a prestigiose istituzioni culturali come l’Accademia della Crusca, la Società Dantesca Italiana, la Società Dante Alighieri e l’Associazione degli Italianisti nella Società Italiana per lo studio del pensiero medievale.
La prima e la seconda edizione (2020 e 2021) videro iniziative solo digitali e non in presenza a causa della pandemia di COVID-19 e delle relative contromisure.